# Willem Petrus Nel
Pour les articles homonymes, voir Nel.

a Compétitions nationales et continentales officielles uniquement.

b Matchs officiels uniquement.
Dernière mise à jour le 3 décembre 2024.
Willem Petrus Nel dit « WP Nel », né le 30 avril 1986 à Loeriesfontein (Afrique du Sud), est un joueur international écossais d'origine sud-africaine de rugby à XV évoluant au poste de pilier droit. Il joue au sein de la franchise d'Édimbourg Rugby depuis 2012, ainsi qu'en équipe d'Écosse de 2015 à 2024.
Dans le milieu des années 2010 il est cité par les médias comme un des meilleurs piliers droits de son temps.

## Biographie
WP Nel naît le 30 avril 1986 à Loeriesfontein en Afrique du Sud. Il grandit dans sa ville natale, près de Stellenbosch, où sa famille élève des moutons.
Il est recruté comme pilier par Hawies Fourie pour jouer avec les Free State Cheetahs en Currie Cup. Son mentor, Os du Randt, fut un des meilleurs joueurs sud-africains à ce poste.
Il est connu sous le nom de WP Nel, WP étant les premières lettres de son prénom Willem Petrus. En Afrique du Sud, WP est aussi l'abrégé de Western Province, ce qui entraîne une certaine confusion lorsqu'il joue avec les Free State Cheetahs contre cette province et que son père supporte WP, son fils et non la province concurrente.
Il débute en Super 14 lors de la Saison 2009 de Super 14, profitant de l'absence pour blessure du titulaire et il s'impose rapidement dans l'équipe des Central Cheetahs. Cette même année, il est finaliste de la Currie Cup avec les Free State Cheetahs, battu 36-24 en finale par les Blue Bulls. Il joue le match contre les Lions britanniques et irlandais le 6 juin 2009 avec les Free State Cheetahs à l'occasion de la tournée des Lions en Afrique du Sud. Le 5 décembre 2009, il dispute un match avec les Barbarians contre les All Blacks alors en tournée en Europe. Les Barbarians s'imposent sur le score de 25 à 18.
En 2012, il signe pour Édimbourg Rugby.
Après trois années passées à Édimbourg, il devient éligible pour jouer en Écosse, avec laquelle il commence la préparation de la Coupe du monde 2015.
En mai 2017, il est sélectionné dans le groupe des Barbarians par Vern Cotter pour affronter l'Angleterre, le 28 mai à Twickenham puis l'Ulster à Belfast le 1er juin. Remplaçant lors du premier match, les Baa-Baas Britanniques s'inclinent finalement 28 à 14 face aux Anglais. Il n'est pas sur la feuille de match pour la victoire des Baa-Baas 43 à 28 en Irlande.
En 2015 il est cité parmi les cinq meilleurs piliers de son temps par le Bleacher Report. Le site ruck.co.uk le cite aussi parmi les meilleurs piliers droits en 2017.
Le 16 août 2023, il fait partie de la liste définitive des 33 joueurs convoqués par Gregor Townsend pour disputer la Coupe du monde 2023.
Au mois de janvier 2024, il est sélectionné pour le Tournoi des Six Nations. Cependant, quelques jours avant la première journée il déclare forfait à cause d'une blessure au cou. Finalement, il ne joue aucune rencontre durant la compétition et déclare prendre sa retraite internationale quelques jours après la fin de celui-ci. À la fin de la saison 2023-2024, il prend également sa retraite sportive.

## Statistiques en équipe nationale
- 61 sélections (32 fois titulaire, 29 fois remplaçant)
- 15 points (3 essais)
- Sélections par année : 8 en 2015, 7 en 2016, 4 en 2017, 7 en 2018, 9 en 2019, 5 en 2020, 3 en 2021, 7 en 2022, 11 en 2023

### Tournoi des Six Nations
- Tournoi des Six Nations disputés : 2016, 2018, 2019, 2020, 2021, 2022, 2023

| Édition          | Rang | Résultats France | Résultats WP Nel | Matchs WP Nel |
| ---------------- | ---- | ---------------- | ---------------- | ------------- |
| Six Nations 2016 | 4    | 2 v, 0 n, 3 d    | 2 v, 0 n, 3 d    | 5/5           |
| Six Nations 2018 | 3    | 3 v, 0 n, 2 d    | 2 v, 0 n, 1 d    | 3/5           |
| Six Nations 2019 | 5    | 1 v, 1 n, 3 d    | 1 v, 1 n, 1 d    | 3/5           |
| Six Nations 2020 | 4    | 3 v, 0 n, 2 d    | 2 v, 0 n, 1 d    | 3/5           |
| Six Nations 2021 | 4    | 3 v, 0 n, 2 d    | 1 v, 0 n, 2 d    | 3/5           |
| Six Nations 2022 | 4    | 2 v, 0 n, 3 d    | 2 v, 0 n, 3 d    | 5/5           |
| Six Nations 2023 | 3    | 3 v, 0 n, 2 d    | 3 v, 0 n, 1 d    | 4/5           |

Légende : v = victoire ; n = match nul ; d = défaite ; la ligne est en gras quand il y a Grand Chelem.

### Coupe du monde
En Coupe du monde :
- 2015 : 5 sélections (Japon, États-Unis, Afrique du Sud, Samoa, Australie)
- 2019 : 4 sélections (Irlande, Samoa, Russie, Japon)
- 2023 : 4 sélections (Afrique du Sud, Tonga, Roumanie, Irlande)

| Édition         | Rang             | Résultats France | Résultats WP Nel | Matchs WP Nel |
| --------------- | ---------------- | ---------------- | ---------------- | ------------- |
| Angleterre 2015 | Phase de groupes | 3 v, 0 n, 2 d    | 3 v, 0 n, 2 d    | 5/5           |
| Japon 2019      | Phase de groupes | 2 v, 0 n, 2 d    | 2 v, 0 n, 2 d    | 4/4           |
| France 2023     | Phase de groupes | 2 v, 0 n, 2 d    | 2 v, 0 n, 2 d    | 4/4           |

## Palmarès
- Free State Cheetahs
  - Finaliste de la Currie Cup en 2009.